# هنريك سكوغ
هنريك سكوغ (بالسويدية: Henrik Skoog)‏ هو منافس ألعاب قوى سويدي، ولد في 17 أبريل 1979.

## وصلات خارجية
- هنريك سكوغ على موقع الاتحاد الدولي لألعاب القوى (الإنجليزية)